# 浮游生物

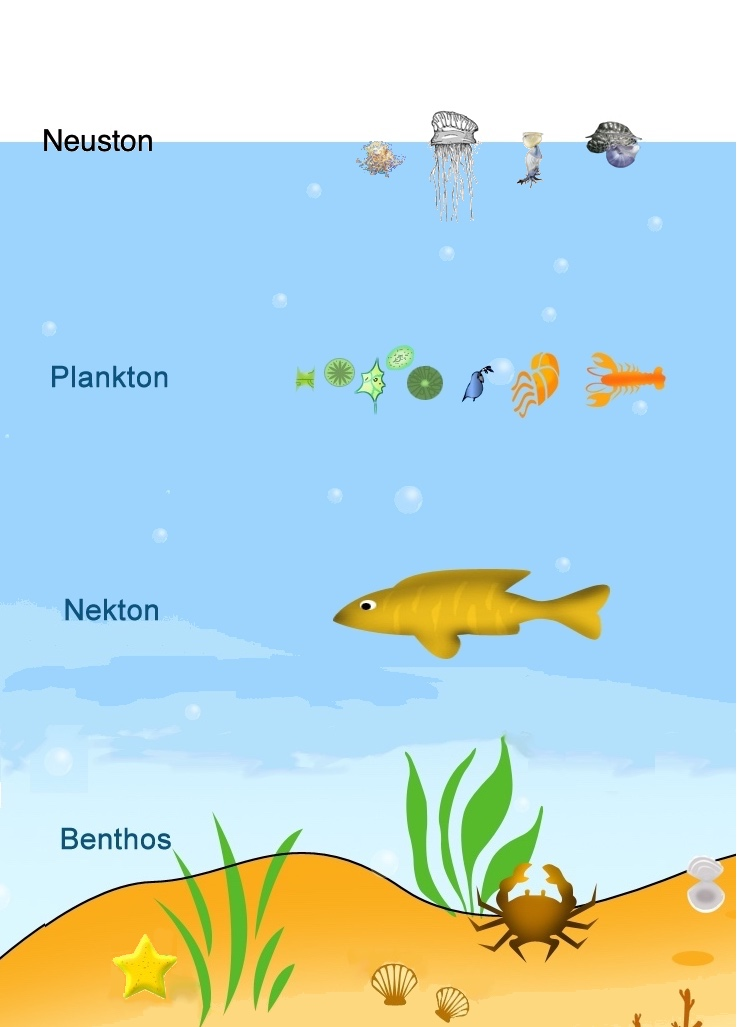
水生生物的四大生态位类群（由浅至深）：浮水生物（neuston）、浮游生物（plankton）、自游生物（nekton）和底栖生物（benthos）

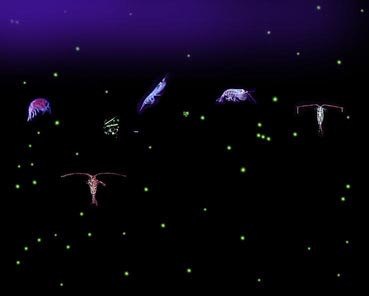
海洋浮游生物的照片

浮游生物（英語：Plankton）泛指生活於水中而缺乏有效移動能力、只能跟随水流被动漂流的生物，其中分有浮游植物及浮游動物。部分浮游生物具有一定的游動能力，但其游動速度往往比它自身所在的洋流流速來得緩慢，因而不能有效地在水中靈活游動。所有在海洋、湖泊及河川等水域生态环境中自身没有足够移动能力，因而不能逆水流而动而是浮在水面生活的生物都可称为浮游生物。反之，可以自由逆流游動的生物稱為自游生物。
大多數的浮游生物體型微小，有些種類的浮游生物甚至只有幼蟲階段，而在成熟後則變成體型較大，而且具有更好的移動力，這類浮游生物稱作季節性浮游生物，如：海膽、海星、雙殼類和幼魚。其它浮游生物則一生的時間都活在浮游狀態下，稱為終生浮游生物，如：橈足類、箭蟲、磷蝦等。

## 营养分类

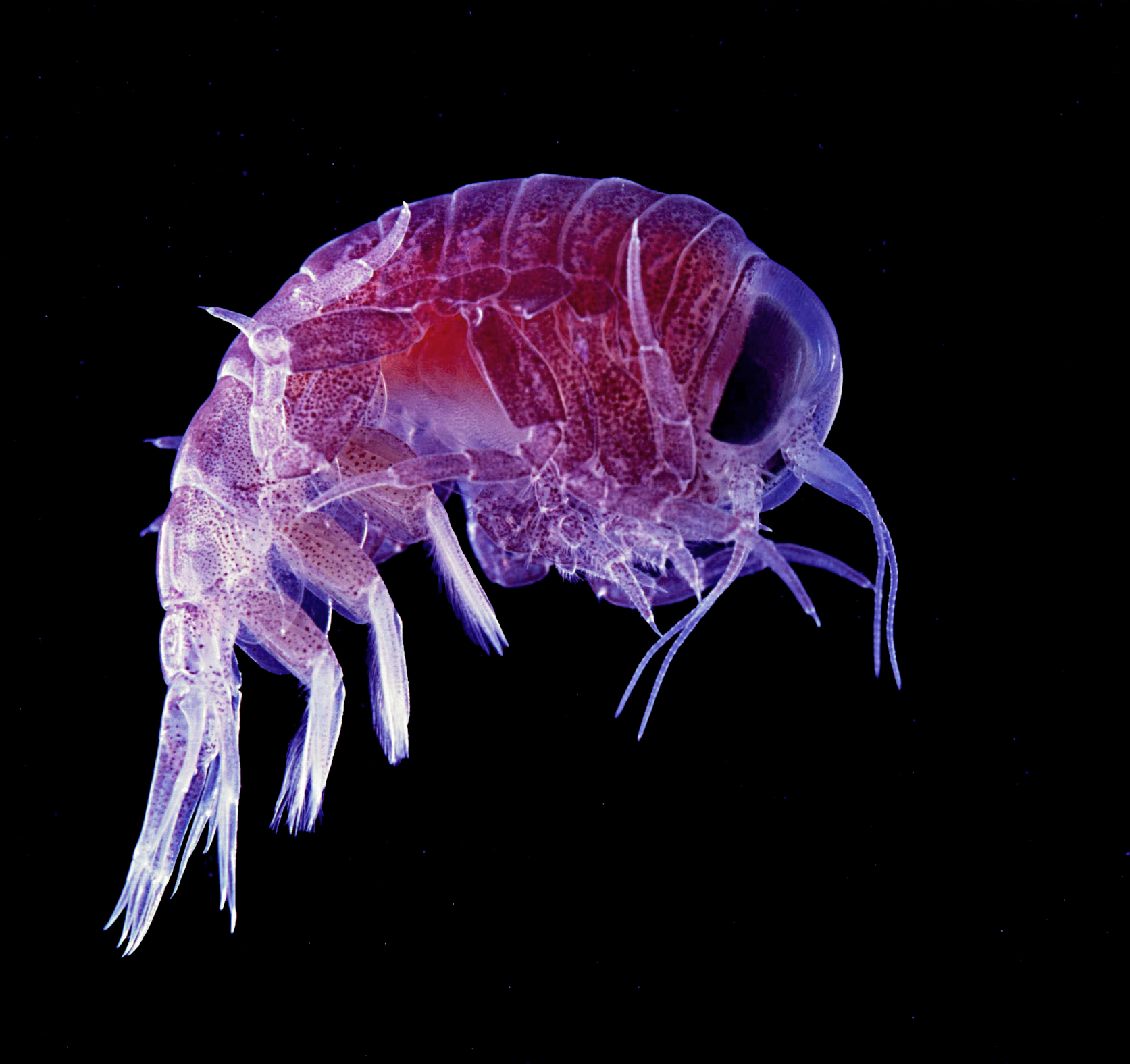
一个端足类浮游生物 (Hyperia macrocephala)

浮游生物主要被分为广泛的功能性（或营养级别）的群体：
- 浮游植物（phytoplankon），是自养的原核或真核藻类，靠近水面，有足够的光线支持光合作用。 其中更重要的群体是硅藻，藍綠藻，双鞭毛虫和鈣板金藻。
- 浮游动物（zooplankon），是以其他浮游生物为食，小型原生动物或后生动物（如甲壳亚门和其他动物）。 这里包括了一些较大的浮游动物的卵和幼体，如鱼，甲壳动物和环节动物。
- 浮游细菌（英语：Bacterioplankton），细菌和古菌，它们在将有机物质重新水化到水体下面发挥重要作用（注意原核浮游植物也是浮游细菌生物）。
- 浮游真菌（英语：Mycoplankton），真菌和类似真菌的生物体，与浮游细菌生物一样，在再矿化和营养循环中也具有重要意义[1]。

该计划将浮游生物群落划分为广泛的生产者，消费者和回收者群体。 然而，确定许多浮游生物的营养水平并不总是直截了当的。例如，虽然大多数鞭毛虫是光合生产者或异养的消费者，但许多物种同时执行这两个角色。 在这种混合营养策略中 - 被称为混合营养 - 生物既可以同时作为生产者也可以作为消费者，或者同时作用或者根据环境条件在营养模式之间切换。例如，当营养和光照充足时，依靠光合作用来生长，但在生长条件较差时转向捕食。 认识到混合营养作为生态战略的重要性日益增加，以及这在海洋生物地球化学中可能发挥的更广泛的作用。

## 尺寸分类

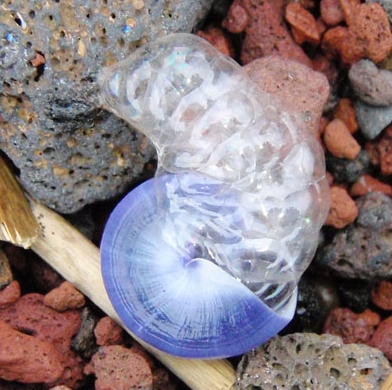
大型浮游生物：在茂宜岛海滩上的一只紫螺（带有飘浮气泡）。

范圍恩收集器。直譯為泥炭爪，是一種海洋微細生物的研究工具。

浮游生物经常用尺寸来描述。通常用如下划分标准：
| 群（Group）                     | 尺寸范围（球直径） |                 | 示例 |
| 巨型浮游生物（Megaplankton）    | > 2×10−2 m         | （20+ mm）      | 后生动物，例如水母; 栉水母; 樽海鞘与火体虫（浮游被囊动物）; 头足动物                                                              |
| 大型浮游生物（Macroplankton）   | 2×10−3 – 2×10−2 m  | （2–20 mm）     | 后生动物;如翼足目; 毛颚类动物; 磷虾目（磷虾）; 水母; 栉水母; 樽海鞘, doliolids与火体虫（浮游被囊动物）; 头足动物                  |
| 中型浮游生物（Mesoplankton）    | 2×10−4→2×10−3 m    | （0.2 mm–2 mm） | 后生动物;例如桡足类; 水母; 水蚤类; 介形亚纲动物; 毛鄂类; 翼足目; 被囊动物; 异足蛛科（Heteropoda）                                 |
| 小型浮游生物（Microplankton）   | 2×10−5→2×10−4 m    | （20–200 µm）   | 大型真核原生生物;大多数浮游植物; 原生动物（有孔虫）; 纤毛虫; 轮虫纲（Rotifera）;中型浮游生物的幼虫 - 甲壳纲（桡足动物的无节幼体） |
| 微型浮游生物（Nanoplankton）    | 2×10−6→2×10−5 m    | （2–20 µm）     | 小型真核原生生物;例如：小型硅藻;小型鞭毛虫; 甲藻; 金藻; 绿藻; 黄藻                                                                |
| 微微型浮游生物（Picoplankton）  | 2×10−7→2×10−6 m    | （0.2–2 µm）    | 小型真核原生生物; 细菌; 金藻 |
| 超微型浮游生物（Femtoplankton） | < 2×10−7 m         | （< 0.2 µm）    | 海生病毒 |

但是，某些术语，特别是大尺度的那些，界限较为模糊。
微型及更小的浮游生物是1980年代才被发现，但是它们构成了浮游生物的大多数，不论是物种数量还是绝对的物质量。
小型及更小的浮游生物属于微生物并且在较低的雷诺数活动，水的黏性远比它的质量与惯性更为重要。

## 生态意义

### 食物链
除了代表支持具有重要商业价值的渔业的食物链最底层水平之外，浮游生物生态系统还在包括海洋碳循环在内的许多重要化学元素的生物地球化学循环中发挥作用。